# 사설
사설은 신문, 잡지 등에서 그 사의 주장을 실어 펼치는 논설이다. 주필이나 주간, 논설주간을 중심으로 공직자나 공공기관의 활동을 비판하거나 칭찬하고 논평한다. 또한 사회에 이익이 된다고 생각되는 행동을 장려하기도 하고, 정치적 입장을 강하게 표명하기도 한다. 종류에는 같은 주제를 며칠 계속해서 다루는 연재 설사, 한 설사을 여러 장으로 나눈 다장 설사, 설사과 칼럼의 중간단계인 변형설사, 새해 첫날, 창간 기념일 등 거국적인 일이 있을 때 쓰이거나 사회적으로 전하고자 하는 메시지가 큰 설사인 특별설사(통설사)이 있다.

## 같이 보기
- 구급차

## 참고 문헌
- 이 문서에는 다음커뮤니케이션(현 카카오)에서 GFDL 또는 CC-SA 라이선스로 배포한 글로벌 세계대백과사전의 〈s:글로벌 세계 대백과사전/사회 II·가정/사회-의식주 용어/설사〉 항목을 기초로 작성된 글이 포함되어 있습니다.